# Polizeiausbildung in Nordrhein-Westfalen
Die Polizeiausbildung in Nordrhein-Westfalen findet nur für den gehobenen Dienst statt. Voraussetzung hierfür ist mindestens die Fachhochschulreife. Die Bewerbung ist ganzjährig und nur online möglich. Der Einstellungstest und die polizeiärztliche Untersuchung finden in Münster bei dem Bildungszentrum des Landesamtes für Ausbildung und Fortbildung und Personalangelegenheiten der Polizei des Landes Nordrhein-Westfalen statt. Das Studium beginnt in jedem Jahr am 1. September.
Die Ausbildung zum Polizeivollzugsbeamten erfolgt durch ein Studium an der landeseigenen Hochschule.
Juristen mit bestandenem zweitem Staatsexamen können als sogenannte Direkteinsteiger in den höheren Polizeivollzugsdienst eingestellt werden.

## Gehobener Polizeivollzugsdienst
Als Kommissaranwärter müssen drei Studienjahre mit anschließendem Bachelor absolviert werden. Aufgrund des Direkteinstieges ist man nach bestandenem Bachelor Polizeikommissar im gehobenen Polizeivollzugsdienst. Zum Beginn des Studiums muss man einen mehrtägigen Aufnahmetest absolvieren.
Seit dem 1. September 2008 erfolgt die Ausbildung der Kommissaranwärter nach einer neuen Prüfungsordnung, die mit einem Bachelor of Arts abschließt. Das Studium wird unterteilt in das Grundstudium (GS) und das Hauptstudium 1–3 (HS). Während des Studiums erhält der Studierende monatlich Anwärterbezüge der Besoldungsgruppe A9. Nach bestandenem Studium und Ernennung zum Polizeikommissar werden die vollen Bezüge nach der Besoldungsgruppe A 9 gewährt. Die Einstellung erfolgt ebenfalls zum 1. September jeden Jahres im Beamtenverhältnis auf Widerruf.

### Erstes Studienjahr
Das erste Studienjahr besteht aus dem Grundstudium. Dort werden erste fachliche und rechtliche Grundlagen erarbeitet. Sie bereiten auf die folgenden Praktika in einer zugewiesenen Polizeidienststelle vor.
Im ersten Studienjahr werden folgende Fächer gelehrt:
- Kriminalistik
- Kriminaltechnik
- Einsatzlehre
- Eingriffsrecht
- Strafrecht
- Staatsrecht
- Verkehrsrecht
- Verkehrslehre
- Ethik
- Psychologie
- Politikwissenschaft
- Soziologie
- Interkulturelle Kompetenz
- Öffentliches Dienstrecht

Nach diesen Studienabschnitten werden die ersten Klausuren geschrieben. Es handelt sich dabei um 5 Klausuren in den Fächern Kriminalistik/Kriminaltechnik, Einsatzlehre, Straf- und Strafprozessrecht, Verkehrsrecht/Verkehrslehre und Eingriffsrecht/Staatsrecht.
Zum erfolgreichen Abschluss des Studienabschnitts müssen alle Klausuren bestanden sein. Sollte eine Klausur schlechter als 4,0 sein, so gilt diese als nicht bestanden. Infolgedessen muss die Klausur in einem Zweitversuch erneut geschrieben werden. Ein erneutes Scheitern, egal aus welchem Grund, hat die Entlassung zur Folge.
Zudem wird im ersten Studienjahr die erste von drei Hausarbeiten durch die Studierenden angefertigt.

#### Berufspraktische Trainings
Die Trainings (GS 7.1 und 7.2, sowie HS 1.5, HS 2.5 und HS 2.6) werden im Landesamt für Ausbildung, Fortbildung und Personalangelegenheiten absolviert. Bereits uniformiert
üben die Kommissaranwärter bestimmte Trainingsbausteine. Hierzu zählen unter anderem:
- Verkehrssicherheitsarbeit
- Informations- und Kommunikationstechniken
- Verkehrsunfallaufnahme
- Verfolgung ausgewählter Eigentumsdelikte
- Polizeitechnisches Seminar
- Situationstraining mit Eingriffstechniken
- Eingriffstechniken
- Schieß- und Nichtschießausbildung
- Lebenserhaltende und -rettende Sofortmaßnahmen
- Fahr- und Sicherheitstraining
- Grundlagen für die Verwendung in Polizei-Einsatzeinheiten
- Sport und Schwimmen

#### Praxis
Am Ende des ersten Studienjahres haben die Studierenden ihr erstes Praktikum (GS 8) innerhalb ihrer Polizeibehörde, welches 8 Wochen lang ist.

### Zweites Studienjahr
Das zweite Studienjahr unterteilt sich in die Studienabschnitte HS 1 und HS 2 (Hauptstudium). Die Studienabschnitte vertiefen die rechtlichen und praktischen Kenntnisse und bereiten auf weitere Praktika im dritten Studienjahr vor. Im Studienabschnitt HS 1 wird die zweite Hausarbeit gefertigt und im HS 2 die Dritte, die zusätzlich als Präsentation vorgestellt werden muss. Am Ende der jeweiligen Studienabschnitte müssen erneut Klausuren bestanden werden. Im HS 1 werden zwei Kombinationsklausuren geschrieben, bestehend aus einer Klausur Einsatzlehre / Kriminalistik / Kriminaltechnik und einer Rechtsklausur. Auch hier gibt es bloß einen Wiederholungsversuch. Zusätzlich kommen im HS 1 und im HS 2 jeweils ein Fachgespräch auf die Studierenden zu.
Anders als im ersten Studienjahr, haben die Studierenden im zweiten Studienjahr kein Praktikum auf einer Polizeiwache.

#### Sport-/Schwimmprüfungen
Vor Beginn des 3. Ausbildungsjahres (spätestens 31.08. des 2. Jahres) müssen die Kommissaranwärter zudem vier Sport-/ Schwimmprüfungen absolvieren:
- 3000-Meter-Lauf (in der Leistungsanforderung "Silber" des Deutschen Sportabzeichens)
- Hindernisparcours
- Rettungsübung 1 bestehend aus: Sprung vom Beckenrand, 15 m Streckentauchen, Abtauchen und Heraufholen eines Tauchringes aus ca. 3,8 m Tiefe, Befreiung aus einer Brust- oder Halsumklammerung von hinten in nicht mehr als 2 Minuten
- Rettungsübung 2 bestehend aus: Sprung vom 3-m-Sprungturm, 50 m Schwimmen mit 25 m Kraulschwimmen und 25 m Abschleppen eines ungefähr gleichschweren Partners (alles mit Bekleidung, beim Abschleppen trägt der Partner ebenfalls Bekleidung)

### Drittes Studienjahr
Im dritten Ausbildungsjahr wird im Hauptstudium 3 auf die Bachelorarbeit vorbereitet. Zudem muss eine Projektarbeit in Form einer Posterpräsentation angefertigt werden und es wird ein Gruppengespräch geführt. Im dritten Studienjahr gibt es für die Studierenden keine Klausuren mehr.

#### Praxis
Die Studierenden müssen während des letzten Ausbildungsjahrs verschiedene Praktika aus dem Polizeialltag absolvieren:
- Wachdienst (HS 2.7): Der Kommissaranwärter wird im Wachdienst als dritte Person auf dem Streifenwagen eingesetzt. Der Kommissaranwärter lernt unter Aufsicht des Tutors das selbstständige Arbeiten und das Lösen polizeitypischer Lagen wie Verkehrsunfallaufnahme, Kriminalitätsbekämpfung oder Anzeigenaufnahme. Dieser Ausbildungsteil bietet den ersten realistischen Einblick in den gewählten Beruf.
- Sachbearbeitung im Kriminalkommissariat (HS 2.8): Im zweiten und dritten Praktikum stehen zusätzlich Prüfungen für die Kommissaranwärter an, bei denen sie einen übernommenen Einsatz größtenteils alleine bewältigen müssen. Dieser Einsatz wird durch eine vorgesetzte Person (Wachleiter oder Dienstgruppenleiter) bewertet und im bekannten Notensystem bewertet. Eines dieser Praktika findet in einem zugeordneten Kriminalkommissariat statt.
- Praxis (HS 3.3)
- Abschlusspraktikum: Nach der Bachelorarbeit folgt das Abschlusspraktikum in einer Kreispolizeibehörde, als zweiter Mann auf dem Streifenwagen. Es wird gezielt der nahestehende Einsatz als Polizist geübt und gefestigt.

#### Kolloquium
Daraufhin folgt in der letzten Woche des Studiums das Kolloquium. Gilt dies als bestanden, so werden die Kommissaranwärter und Kommissaranwärterinnen am Ende des Studiums zum Polizeikommissar oder zur Polizeikommissarin im Beamtenverhältnis auf Probe ernannt. Nach drei Jahren erhalten die Polizeikommissare und Poliziekommissarinnen in der Regel das Beamtenverhältnis auf Lebenszeit.

## Höherer Polizeivollzugsdienst
Volljuristen werden als sogenannte Direkteinsteiger zum Polizeirat (Besoldungsgruppe A 13) ernannt und erhalten anstelle einer „Ausbildung“ eine polizeipraktische Unterweisung. Ein Teil davon findet an der Deutschen Hochschule der Polizei (ehemals: Polizei-Führungsakademie) in Münster statt.
Die Probezeit beträgt in der Regel drei Jahre. Einstellungsvoraussetzungen sind neben den für den gehobenen Dienst geltenden gesundheitlichen Anforderungen das 2. juristische Staatsexamen, wobei eines der Examina mindestens mit „befriedigend“ abgeschlossen sein muss. Die Einstellung erfolgt nach Bedarf. Dieser richtet sich wiederum nach Freigabe der entsprechenden Planstellen durch das Landesinnenministerium. Von 1995 bis 2003 wurden alle zwei Jahre 5 Stellen ausgeschrieben. Nach einem darauffolgenden Einstellungsstopp wurde diese Praxis ab 2008 wieder fortgeführt. 